# Aspgrundet
Aspgrundet är en ö nära Innamo i Nagu,  Finland. Den ligger i Skärgårdshavet i Pargas stad i den ekonomiska regionen  Åboland i landskapet Egentliga Finland, i den sydvästra delen av landet. Ön ligger omkring 1 kilometer söder om Innamo, 9 kilometer nordväst om Nagu kyrka, 35 kilometer sydväst om Åbo och omkring 170 kilometer väster om Helsingfors. Närmaste allmänna förbindelse är förbindelsebryggan vid Innamo som trafikeras av M/S Falkö.
Öns area är 1,2 hektar och dess största längd är 260 meter i öst-västlig riktning.